# Vreća ugljena (tamna maglica)
Vreća ugljena ili Južna vreća ugljena (eng. Coalsack Dark Nebula, Southern Coalsack, Coalsack) je najprominentnija tamna maglica na nebu. Lako je vidljiva golim okom kao silueta tamne zakrpe nasuprot južnije Kumove slame. Udaljena je otprilike 600 svjetlosnih godina od Zemlje. Nalazi se u zviježđu Južnome križu.
Prekriva blizu 7° s 5° ponešto u susjedna zviježđa Centaur i Mušicu. Prvo promatranje bilo je ono u izvješću Vicentea Yáñeza Pinzóna godine 1499. Amerigo Vespucci nazvao je maglicu “il Canopo fosco” (crni Canopus. Također su ju nazivali “Macula Magellani” (Magellanova točka) i “Crni Magellanov oblak” nasuprot Magellanovim oblacima.
Godine 1970. Kalevi Mattila dokazao je da Vreća ugljena nije sasvim crna. Ima vrlo slabašan dašak svjetla (10% sjajnosti okolne Kumove slame), što dolazi od refleksije zvijezda koje zatamnjuje.
Vreća ugljena nije upisana u Novi opći katalog i zapravu nema identifikacijski broj, osim u Caldwellovom katalogu gdje je C99.
Vrlo je važna u astronomiji australskih Aboridžina, gdje je Vreća ugljena glava zviježđa imena Emu na nebu.

## Vanjske poveznice
- (eng.) Starry Night Photography: Coalsack Dark Nebula
- (eng.) Starry Night Photography: The Emu
- (eng.) SIMBAD: Coal Sack Nebula